# Persatuan Sepakbola Medan dan Sekitarnya
El Persatuan Sepakbola Medan dan Sekitarnya (Unió de Futbol de Medan i els seus Voltants), més conegut com a PSMS Medan, és un club de futbol indonesi de la ciutat de Medan, Sumatra.

## Història
El club va ser fundat el 21 d'abril de 1950, tot i que l'origen es remunta al 1930 on existia un club a Medan anomenat Medansche Voetbalclub.
El club fou forçat a jugar els seus partits a Jakarta perquè el seu estadi no reunia les condicions imposades per la lliga professional.

## Palmarès
- Lliga amateur indonèsia de futbol: 
  - 1967, 1971, 1975 (compartit), 1983, 1985
- Bang Yos Gold Cup: 
  - 2005, 2005 (segon cop), 2006